# Anisia similis
Anisia similis är en tvåvingeart som beskrevs av Wulp 1890. Anisia similis ingår i släktet Anisia och familjen parasitflugor. Inga underarter finns listade i Catalogue of Life.